# Kuikkosaari (ö i Mellersta Finland)
Kuikkosaari är en ö i Finland. Den ligger i sjön Päijänne och i kommunen Luhango i den ekonomiska regionen  Joutsa ekonomiska region  och landskapet Mellersta Finland, i den södra delen av landet, 180 km norr om huvudstaden Helsingfors. Öns area är 4,9 hektar och dess största längd är 300 meter i sydöst-nordvästlig riktning.